# Bitwa pod Santa Marta
Bitwa pod Santa Marta – morskie starcie zbrojne w strefie karaibskiej, które miało miejsce w sierpniu 1702 roku podczas wojny o sukcesję hiszpańską.
Dnia 2 sierpnia 1702 eskadra angielska, złożona z 6 okrętów liniowych pod dowództwem wiceadmirała Johna Benbowa, napotkała w rejonie Santa Marta francuską eskadrę pod wodzą wiceadmirała Jeana du Casse. W trakcie kilkudniowej bitwy angielski dowódca został poważnie ranny (kula zmiażdżyła mu nogę), a jego okręt HMS „Breda” poważnie uszkodzony. Ponieważ w czasie przedłużającego się pościgu pozostali kapitanowie okrętów angielskich odmówili swego udziału, admirał przerywając akcję odpłynął na Jamajkę, gdzie jego podkomendnych postawiono przed sądem i wydano wyroki skazujące. Wkrótce potem Benbow w wyniku odniesionej rany zmarł.